# Catenanuova
Catenanuova is een gemeente in de Italiaanse provincie Enna (regio Sicilië) en telt 4898 inwoners (2001). De oppervlakte bedraagt 11,2 km², de bevolkingsdichtheid is 445 inwoners per km².
Er maken geen frazioni deel uit van de gemeente.

## Geografie
De gemeente ligt op ongeveer 170 m boven zeeniveau.
Catenanuova grenst aan de volgende gemeenten: Agira, Castel di Judica, Centuripe en Regalbuto.

## Galerij

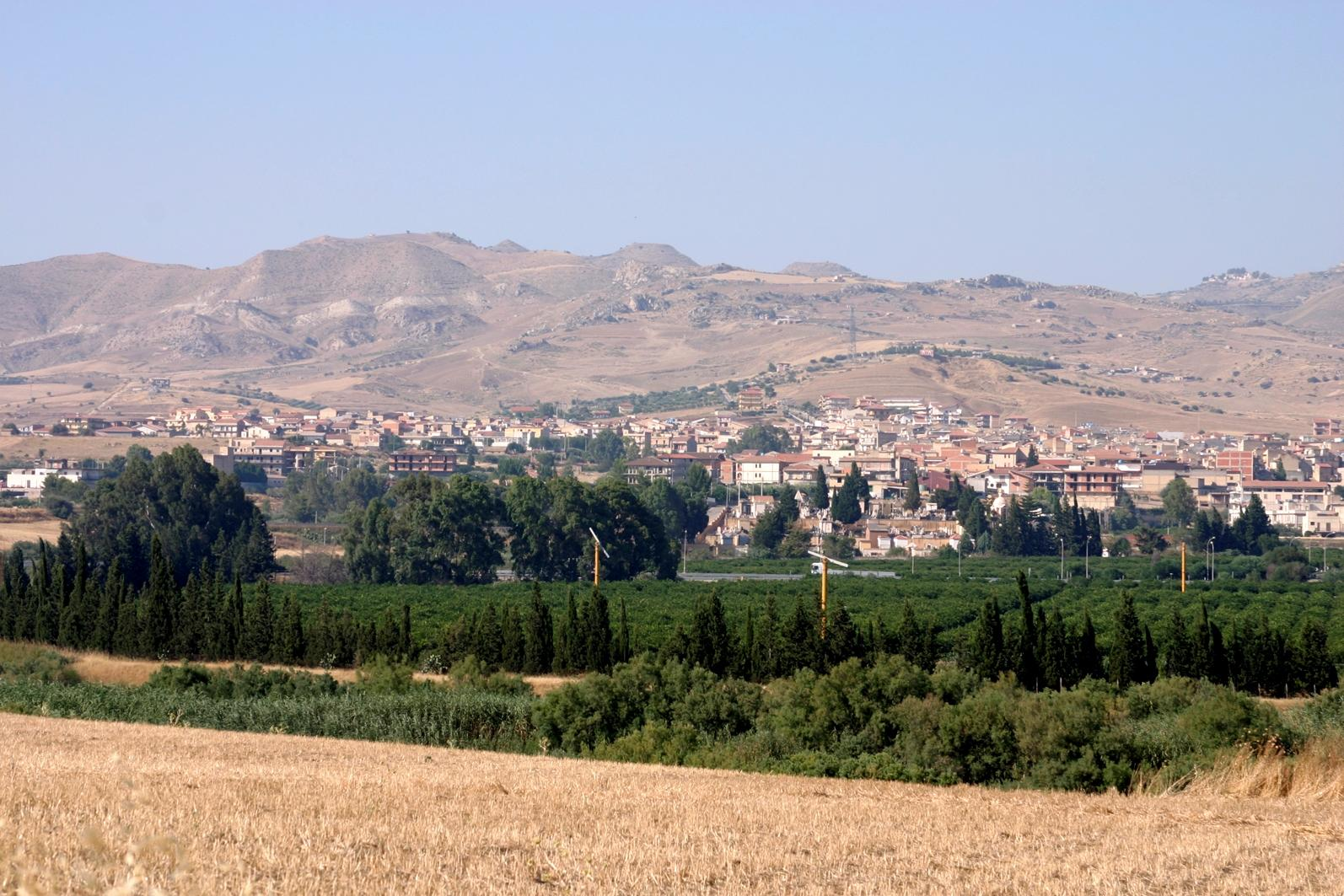
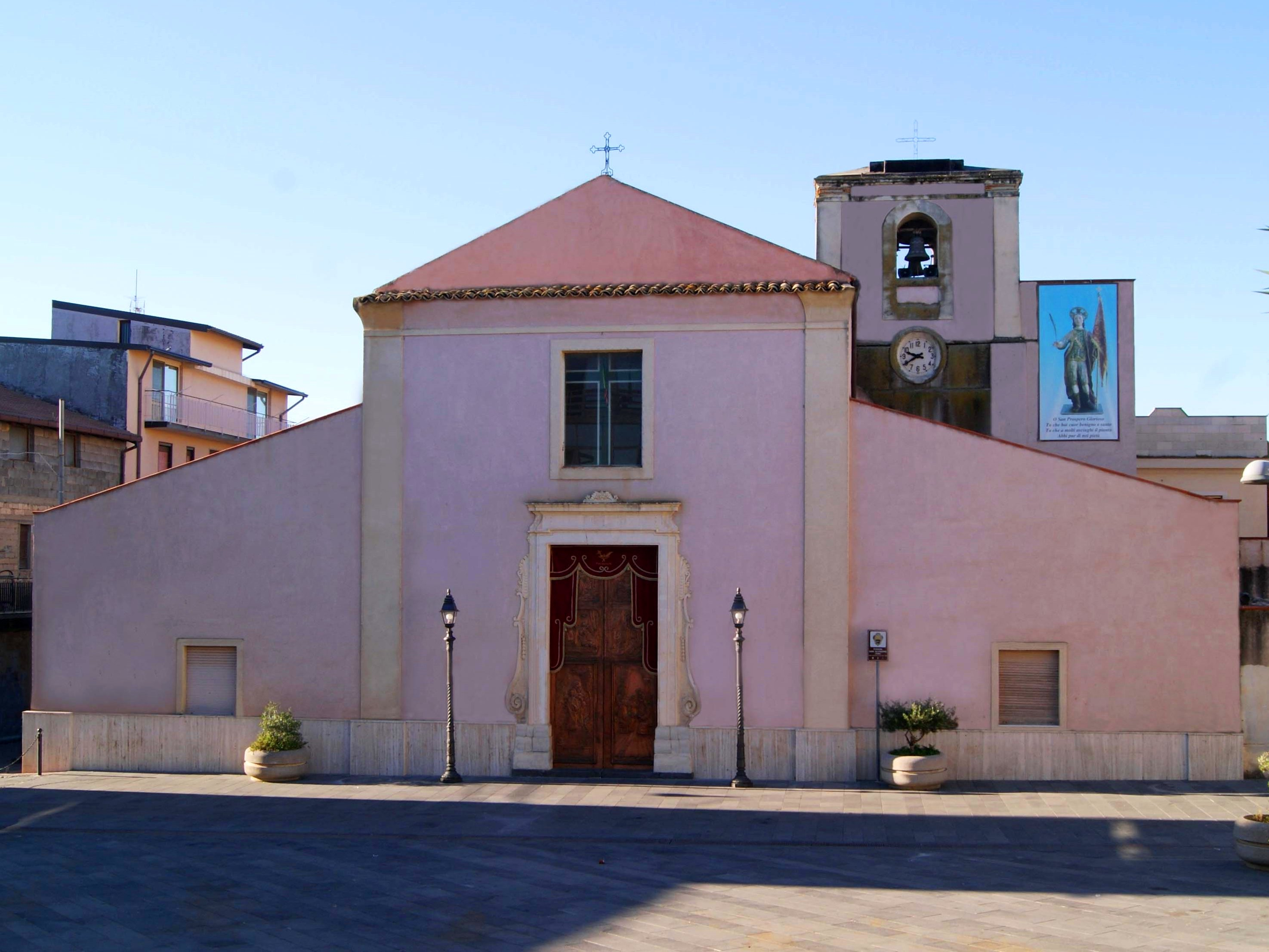
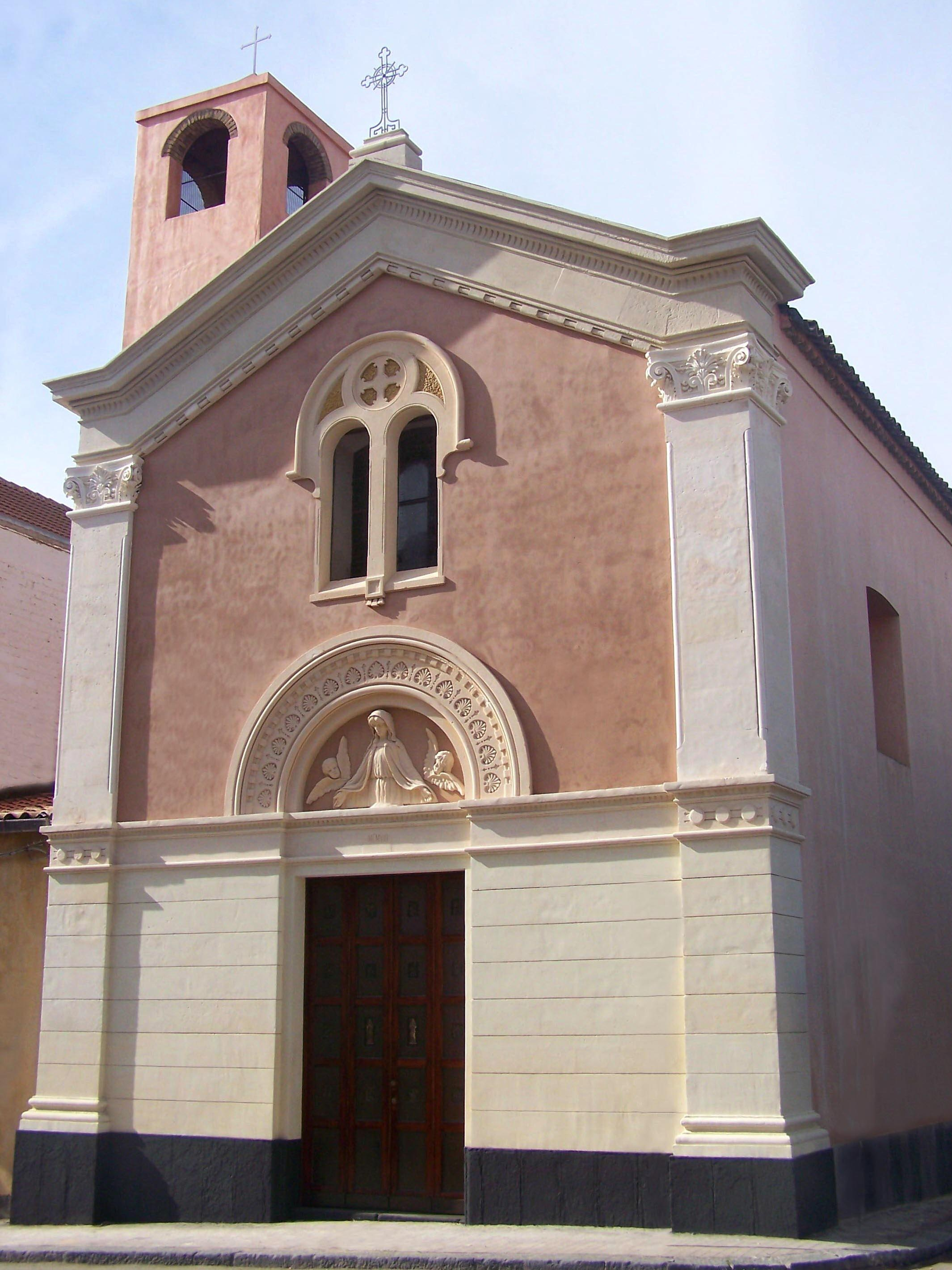